# NASCAR Cup Series
La NASCAR Cup Series est la plus grande compétition automobile organisée depuis 1949 aux États-Unis par la National Association for Stock Car Auto Racing (NASCAR). La compétition était initialement dénommée Grand National. 
En 1971, la compétition s'ouvre au sponsoring. Elle est tout d'abord renommée Winston Cup Series jusqu'en 2003 (le sponsor principal était la société de tabac R. J. Reynolds Tobacco Company dont le siège se situait à Winston-Salem en Caroline du Nord). La société Nextel Communications, Inc. reprend le sponsoring de 2004 à 2007 renommant l'événement Nextel Cup Series. Rachetée en 2008 par la société de télécommunication Sprint de la compétition devient Sprint Cup Series. Celle-ci perdure jusqu'en fin de saison 2016, la société de boissons énergisantes Monster Energy reprenant le sponsoring du nom à partir de la saison 2017 la compétition Monster Energy NASCAR Cup Series  jusqu'au terme de son sponsoring en fin de saison 2019.

## Déroulement
Le championnat se base sur un système de points. Depuis 2018, chaque course est divisée en trois segments ; des points sont attribués en fonction de la place obtenue en fin des segments. Ceux-ci sont au nombre de trois. Les deux premiers attribuent des points aux dix premiers pilotes tandis que le troisième segment (clôturant la course) attribue des points à l'ensemble des pilotes. Depuis 2018, les « playoffs » ont remplacé le « Chase » et le nombre de tours parcourus en tête de la course ne rapporte plus de point.
La saison est divisée en deux périodes :
- Les vingt-six premières courses servent à sélectionner seize pilotes (principalement sur base du nombre de courses gagnées). Ceux-ci sont ensuite classés également en fonction de ce critère.
- Les dix dernières courses : ces seize pilotes vont se battre entre eux pour le sacre. Le même nombre de points leur est attribué avant la première course. À ce nombre de points est ajouté un bonus en fonction du nombre de courses gagnées pendant la première partie de saison[5]. Cette seconde partie était dénommée la Chase for the Cup (ou Chase que l'on peut traduire par la chasse à la coupe) . Depuis 2018 on parle de « Playoffs »[6].

Les Series sont très implantées dans le Sud-Est des États-Unis, avec la moitié des courses s'y déroulant. Les autres courses sont réparties sur le reste des États-Unis. Par le passé, certaines courses ont été courues au Canada et des courses d'exhibition au Japon et en Australie. La course la plus prestigieuse, le Daytona 500 a eu une audience télévisée d'environ 16 millions de téléspectateurs américains en 2009

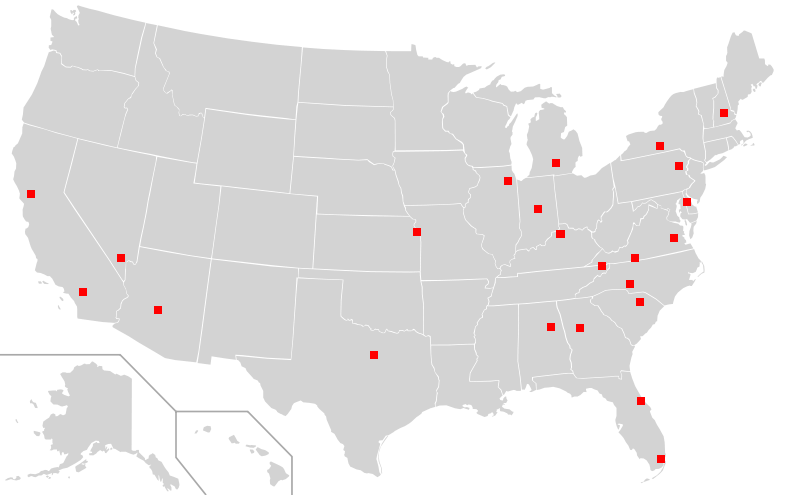
La carte des courses actuelles.

## Véhicules
Les voitures participant aux Cup Series sont uniques dans le sport automobile. Leurs moteurs sont assez puissants pour atteindre des vitesses de plus de 320 km/h. Le corps et le châssis des voitures sont strictement réglementés pour assurer la parité et l'électronique est traditionnellement réduite. 
Il y a actuellement trois constructeurs en Cup Series : 
- Ford alignant la Ford Mustang GT
- Chevrolet alignant la Chevrolet Camaro ZL1
- Toyota alignant la Toyota Camry.

Spécifications :
- Cylindrée : 5,86 litres, moteur à soupape (Pushrod) V8
- Boite de vitesses : Manuelle, à 4 vitesses
- Poids : 1 508 kg minimum sans conducteur et carburant ; 1 565 kg minimum avec conducteur et carburant
- Puissance de sortie : 725 ch (541 kW) sans plaque de restriction ; 445 ch (332 kW) avec plaque de restriction (2015)[8]
- Couple : 720 N m
- Carburant : 98 octane E15 fourni par Sunoco
- Capacité du réservoir : 67 litres pour la plupart des pistes
- Type d'injecteurs : McLaren
- Fournisseur ECU : McLaren Electronic Systems Freescale TAG-400N
- Taux de compression : 12:1
- Aspiration : Naturelle (moteur atmosphérique)
- Empattement : 2,794 mm
- Direction : Assistée, à recirculation de billes
- Pneus : Fournis par Goodyear
- Équipement de sécurité : dispositif HANS, ceinture de sécurité 6 points fourni par Willans, Sabelt (en option : ceinture de sécurité à sept points)

## Anciens logos

Grand National Series de 1954 à 1970
Winston Cups Series de 1971 à 2004
Nextel Cup Series de 2004 à 2007
Sprint Cup Series de à 2008 à 2016
Monster Energy Cup Series de 2017 à 2019

## Statistiques

### Palmarès par saison
Le palmarès ci-dessous indique le pilote champion et le constructeur champion. Le champion ne pilote donc pas nécessairement la marque de la voiture championne des constructeurs (et vice versa).
| Grand National                 | Grand National  | Grand National  | Grand National | Grand National        |
| ------------------------------ | --------------- | --------------- | -------------- | --------------------- |
| Année                          |                 | Pilote Champion |                | Constructeur Champion |
| 1949                           | Red Byron       | Non décerné     |                |                       |
| 1950                           | Bill Rexford    | Non décerné     |                |                       |
| 1951                           | Herb Thomas     | Non décerné     |                |                       |
| 1952                           | Tim Flock       | Hudson          |                |                       |
| 1953                           | Herb Thomas     | Hudson          |                |                       |
| 1954                           | Lee Petty       | Hudson          |                |                       |
| 1955                           | Tim Flock       | Oldsmobile      |                |                       |
| 1956                           | Buck Baker      | Ford            |                |                       |
| 1957                           | Buck Baker      | Ford            |                |                       |
| 1958                           | Lee Petty       | Chevrolet       |                |                       |
| 1959                           | Lee Petty       | Chevrolet       |                |                       |
| 1960                           | Rex White       | Chevrolet       |                |                       |
| 1961                           | Ned Jarrett     | Chevrolet       |                |                       |
| 1962                           | Joe Weatherly   | Pontiac         |                |                       |
| 1963                           | Joe Weatherly   | Ford            |                |                       |
| 1964                           | Richard Petty   | Ford            |                |                       |
| 1965                           | Ned Jarrett     | Ford            |                |                       |
| 1966                           | David Pearson   | Ford            |                |                       |
| 1967                           | Richard Petty   | Ford            |                |                       |
| 1968                           | David Pearson   | Ford            |                |                       |
| 1969                           | David Pearson   | Ford            |                |                       |
| 1970                           | Bobby Isaac     | Dodge           |                |                       |
| 1971                           | Richard Petty   | Plymouth        |                |                       |
| Winston Cup Series (1972-1996) |                 |                 |                |                       |
| Année                          |                 | Pilote Champion |                | Constructeur Champion |
| 1972                           | Richard Petty   | Chevrolet       |                |                       |
| 1973                           | Benny Parsons   | Chevrolet       |                |                       |
| 1974                           | Richard Petty   | Chevrolet       |                |                       |
| 1975                           | Richard Petty   | Dodge           |                |                       |
| 1976                           | Cale Yarborough | Chevrolet       |                |                       |
| 1977                           | Cale Yarborough | Chevrolet       |                |                       |
| 1978                           | Cale Yarborough | Chevrolet       |                |                       |
| 1979                           | Richard Petty   | Chevrolet       |                |                       |
| 1980                           | Dale Earnhardt  | Chevrolet       |                |                       |
| 1981                           | Darrell Waltrip | Buick           |                |                       |
| 1982                           | Darrell Waltrip | Buick           |                |                       |
| 1983                           | Bobby Allison   | Chevrolet       |                |                       |
| 1984                           | Terry Labonte   | Chevrolet       |                |                       |
| 1985                           | Darrell Waltrip | Chevrolet       |                |                       |
| 1986                           | Dale Earnhardt  | Chevrolet       |                |                       |
| 1987                           | Dale Earnhardt  | Chevrolet       |                |                       |
| 1988                           | Bill Elliott    | Chevrolet       |                |                       |
| 1989                           | Rusty Wallace   | Chevrolet       |                |                       |
| 1990                           | Dale Earnhardt  | Chevrolet       |                |                       |
| 1991                           | Dale Earnhardt  | Chevrolet       |                |                       |
| 1992                           | Alan Kulwicki   | Ford            |                |                       |
| 1993                           | Dale Earnhardt  | Chevrolet       |                |                       |
| 1994                           | Dale Earnhardt  | Ford            |                |                       |
| 1995                           | Jeff Gordon     | Chevrolet       |                |                       |

| Winston Cup Series (1996-..) |                  |                 |  |                       |
| Année                        |                  | Pilote Champion |  | Constructeur Champion |
| 1996                         | Terry Labonte    | Chevrolet       |  |                       |
| 1997                         | Jeff Gordon      | Ford            |  |                       |
| 1998                         | Jeff Gordon      | Chevrolet       |  |                       |
| 1999                         | Dale Jarrett     | Ford            |  |                       |
| 2000                         | Bobby Labonte    | Ford            |  |                       |
| 2001                         | Jeff Gordon      | Chevrolet       |  |                       |
| 2002                         | Tony Stewart     | Ford            |  |                       |
| 2003                         | Matt Kenseth     | Chevrolet       |  |                       |
| Nextel Cup Series            |                  |                 |  |                       |
| Année                        |                  | Pilote Champion |  | Constructeur Champion |
| 2004                         | Kurt Busch       | Chevrolet       |  |                       |
| 2005                         | Tony Stewart     | Chevrolet       |  |                       |
| 2006                         | Jimmie Johnson   | Chevrolet       |  |                       |
| 2007                         | Jimmie Johnson   | Chevrolet       |  |                       |
| Sprint Cup Series            |                  |                 |  |                       |
| Année                        |                  | Pilote Champion |  | Constructeur Champion |
| 2008                         | Jimmie Johnson   | Chevrolet       |  |                       |
| 2009                         | Jimmie Johnson   | Chevrolet       |  |                       |
| 2010                         | Jimmie Johnson   | Chevrolet       |  |                       |
| 2011                         | Tony Stewart     | Chevrolet       |  |                       |
| 2012                         | Brad Keselowski  | Chevrolet       |  |                       |
| 2013                         | Jimmie Johnson   | Chevrolet       |  |                       |
| 2014                         | Kevin Harvick    | Chevrolet       |  |                       |
| 2015                         | Kyle Busch       | Chevrolet       |  |                       |
| 2016                         | Jimmie Johnson   | Toyota          |  |                       |
| Monster Energy Cup Series    |                  |                 |  |                       |
| Année                        |                  | Pilote Champion |  | Constructeur Champion |
| 2017                         | Martin Truex Jr. | Toyota          |  |                       |
| 2018                         | Joey Logano      | Ford            |  |                       |
| 2019                         | Kyle Busch       | Toyota          |  |                       |
| NASCAR Cup Series            |                  |                 |  |                       |
| Année                        |                  | Pilote Champion |  | Constructeur Champion |
| 2020                         | Chase Elliott    | Ford            |  |                       |
| 2021                         | Kyle Larson      | Chevrolet       |  |                       |
| 2022                         | Joey Logano      | Chevrolet       |  |                       |
| 2023                         | Ryan Blaney      | Chevrolet       |  |                       |
| 2024                         | Joey Logano      | Chevrolet       |  |                       |
| 2025                         | ?                | ?               |  |                       |

### Nombre de courses remportées par pilote
| Légende | Légende                                                         |
| ------- | --------------------------------------------------------------- |
|         | Pilote toujours en activité, statistiques en fin de saison 2024 |

| Pilote          | Carrière             | Courses | Courses   | Courses |
| --------------- | -------------------- | ------- | --------- | ------- |
| Pilote          | Carrière             | Gagnées | Disputées | %       |
| Richard Petty   | 1958-1992            | 200     | 1 184     | 16,89   |
| David Pearson   | 1960-1986            | 105     | 0 574     | 18,46   |
| Jeff Gordon     | 1993-2016            | 093     | 0 805     | 11,55   |
| Bobby Allison   | 1961-1988            | 084     | 0 718     | 11,83   |
| Darrell Waltrip | 1972-2000            | 084     | 0 809     | 10,38   |
| Cale Yarborough | 1957-1988            | 083     | 0 560     | 14,82   |
| Jimmie Johnson  | 2001-2020, 2023      | 083     | 0 687     | 12,08   |
| Dale Earnhardt  | 1975-2001            | 076     | 0 676     | 11,24   |
| Kyle Busch      | Depuis 2004          | 063     | 0 714     | 08,82   |
| Kevin Harvick   | 2001-2023            | 060     | 0 826     | 07,26   |
| Rusty Wallace   | 1980-2005            | 055     | 0 706     | 07,79   |
| Lee Petty       | 1950-1958            | 054     | 0 427     | 12,64   |
| Denny Hamlin    | Depuis 2005          | 054     | 0 686     | 07,87   |
| Junior Johnson  | 1953-1966            | 050     | 0 313     | 15,97   |
| Ned Jarrett     | 1953-1966            | 050     | 0 352     | 14,20   |
| Tony Stewart    | 1999-2016            | 049     | 0 618     | 07,92   |
| Herb Thomas     | 1949-1957, 1962      | 048     | 0 229     | 20,96   |
| Buck Baker      | 1949-1973, 1976      | 046     | 0 635     | 07,42   |
| Bill Elliott    | 1975-2012            | 044     | 0 828     | 05,31   |
| Mark Martin     | 1981-1983, 1986-2013 | 040     | 0 882     | 04,53   |
| Tim Flock       | 1949-1961            | 39      | 0 187     | 20,85   |
| Matt Kenseth    | 1998-2018, 2020      | 039     | 0 697     | 05,59   |
| Bobby Isaac     | 1961, 1963-1976      | 037     | 0 308     | 12,01   |
| Brad Keselowski | Depuis 2008          | 036     | 0 557     | 06,46   |
| Kurt Busch      | 2000-2022            | 034     | 0 776     | 04,38   |

### Nombre de titres par pilote
Globalement, depuis la création du championnat en 1949, trente cinq pilotes différents ont remporté le championnat. Richard Petty, Dale Earnhardt et Jimmie Johnson ont tous les trois gagné le titre à sept reprises et sont donc codétenteurs du plus grand nombre de titres.
Johnson détient seul le record du nombre de titres consécutifs, dépassant ainsi Cale Yarborough, puisqu'il en a remporté cinq d'affilée, de 2006 à 2010.
Jusqu'à présent, tous les lauréats sont issus des États-Unis.

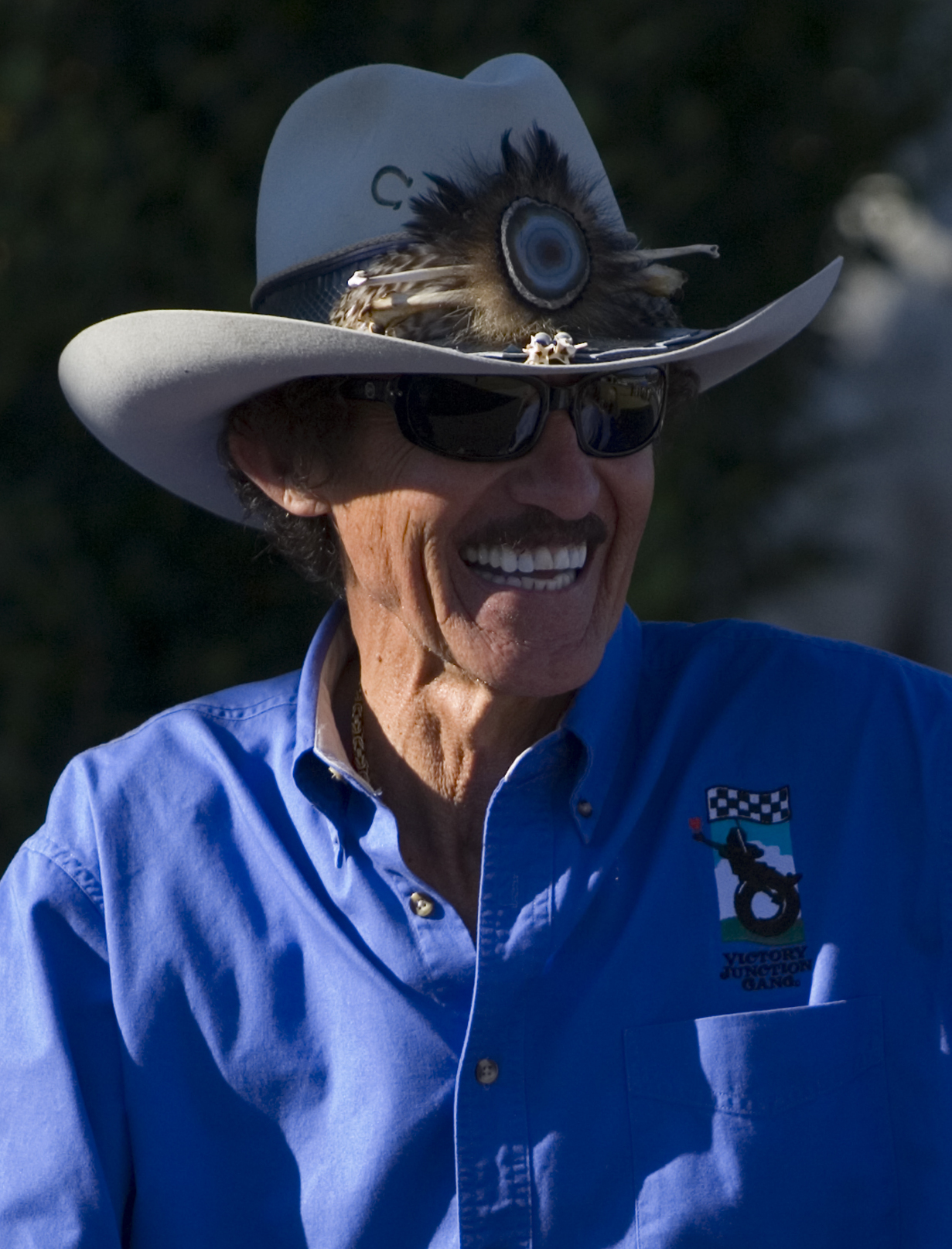
Richard Petty, 7 titres.
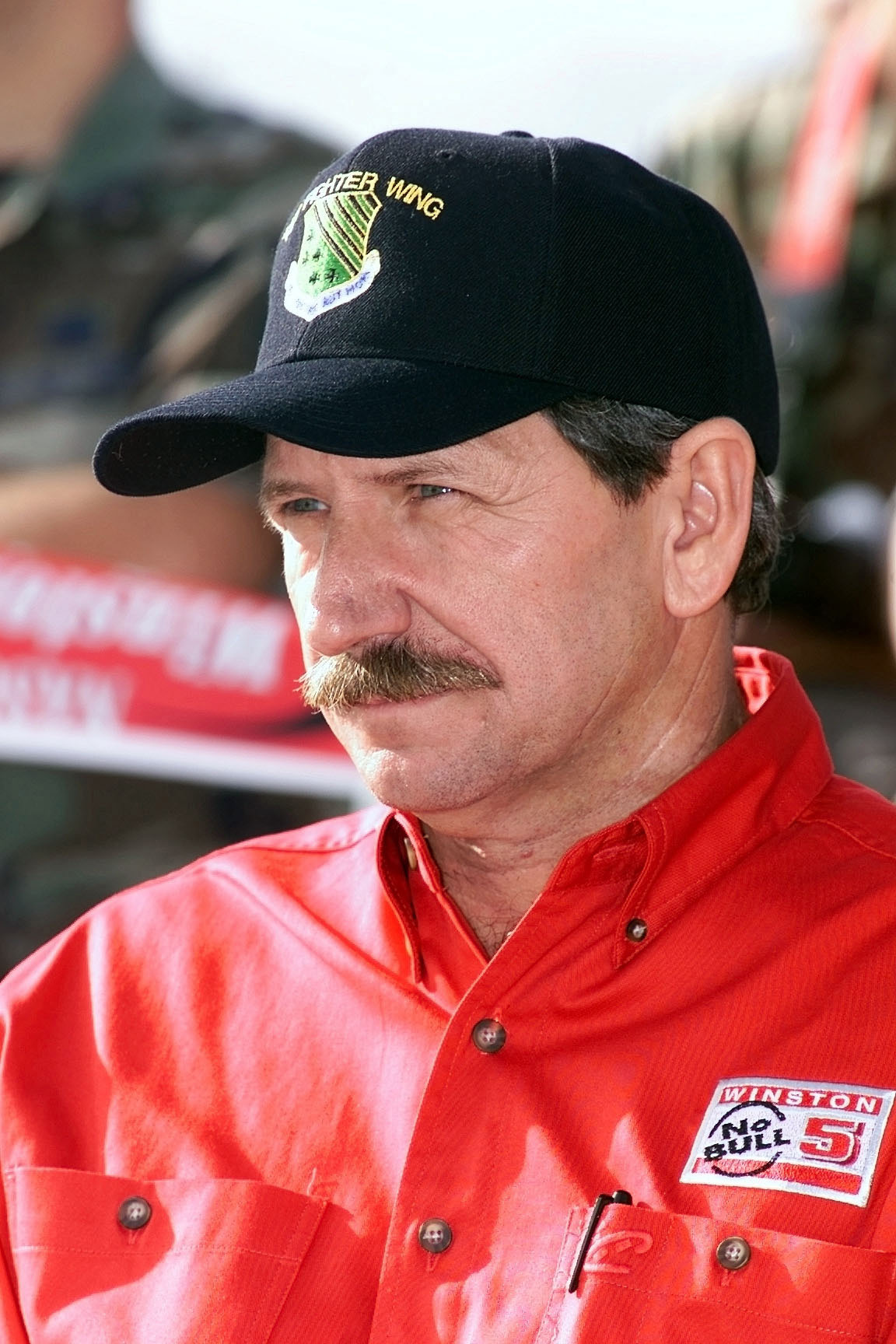
Dale Earnhardt, 7 titres.
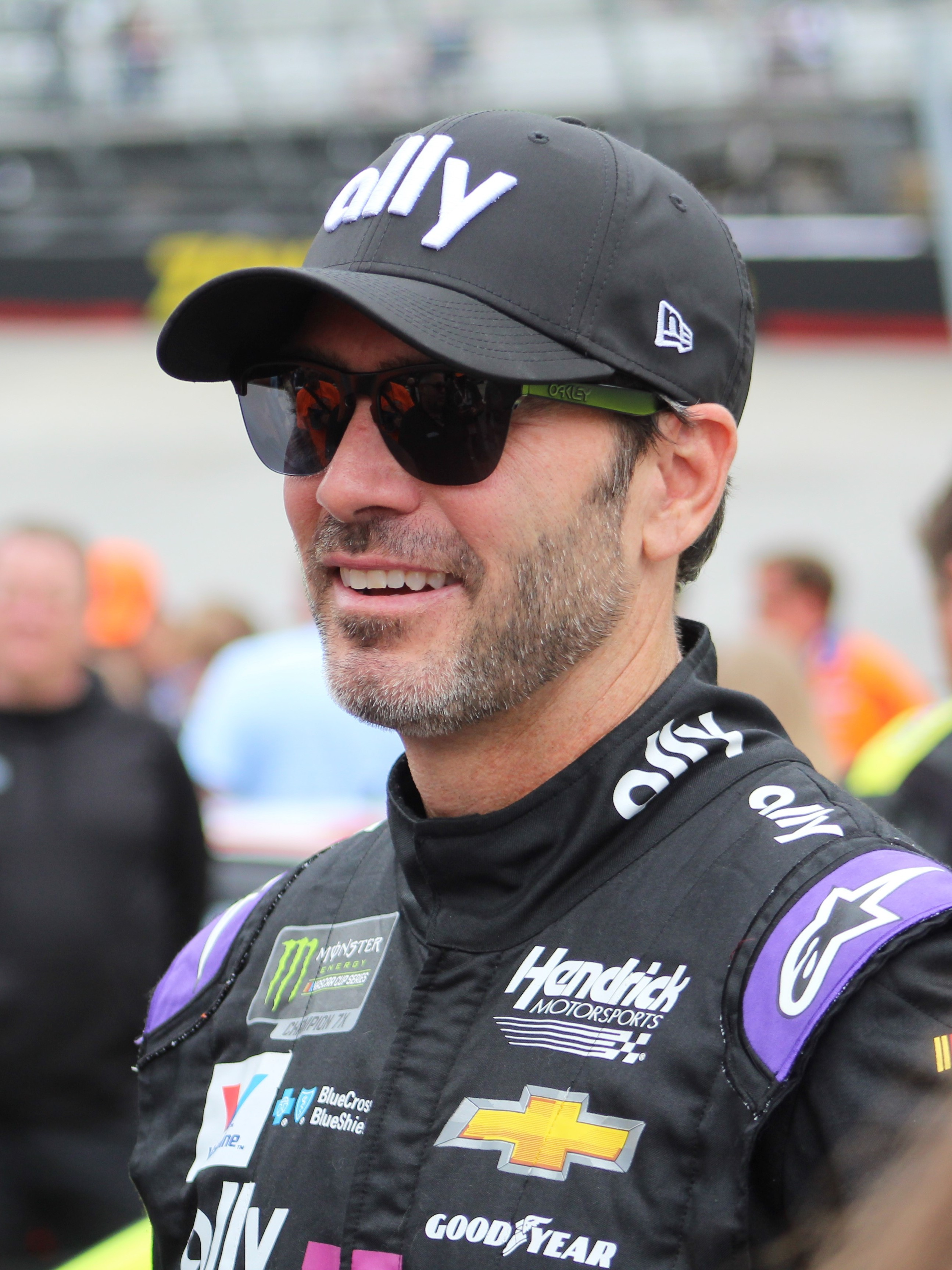
Jimmie Johnson, 7 titres.

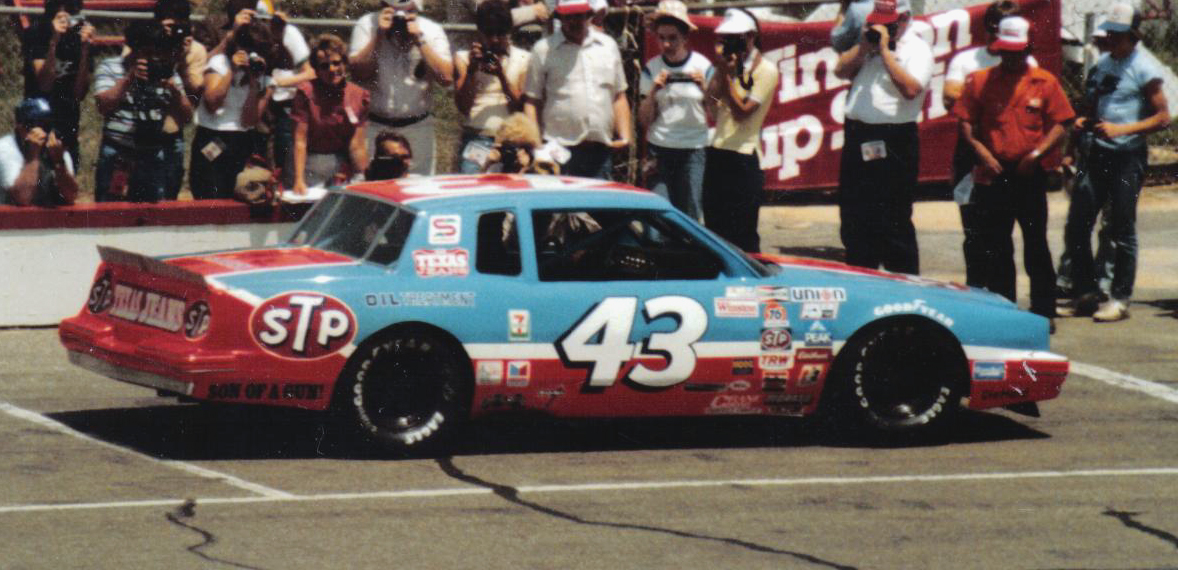
La voiture de Richard Petty en 1983
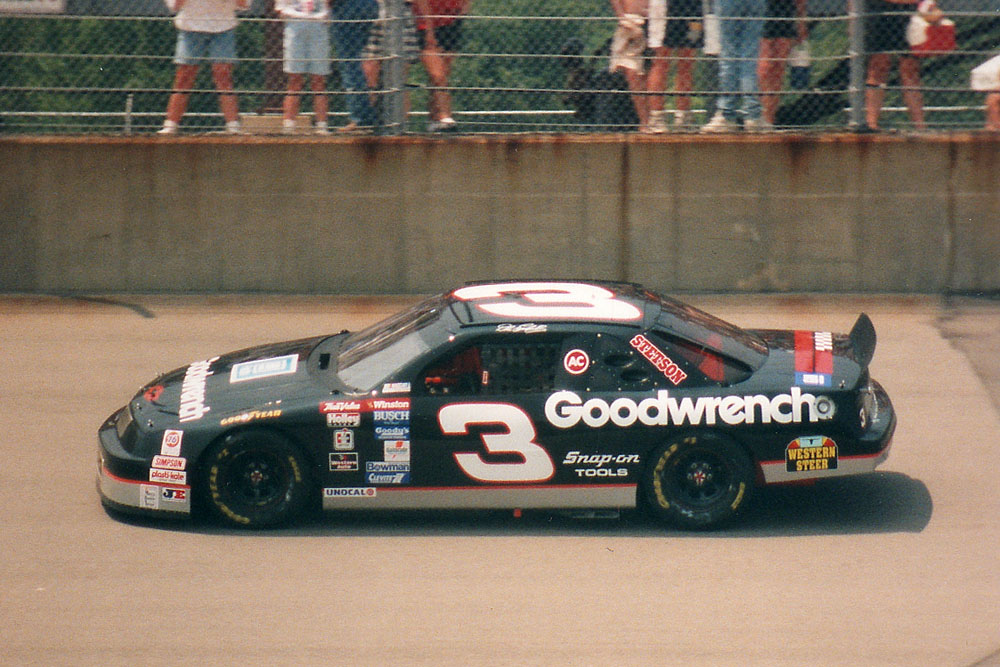
La voiture de Dale Earnhardt en 1994
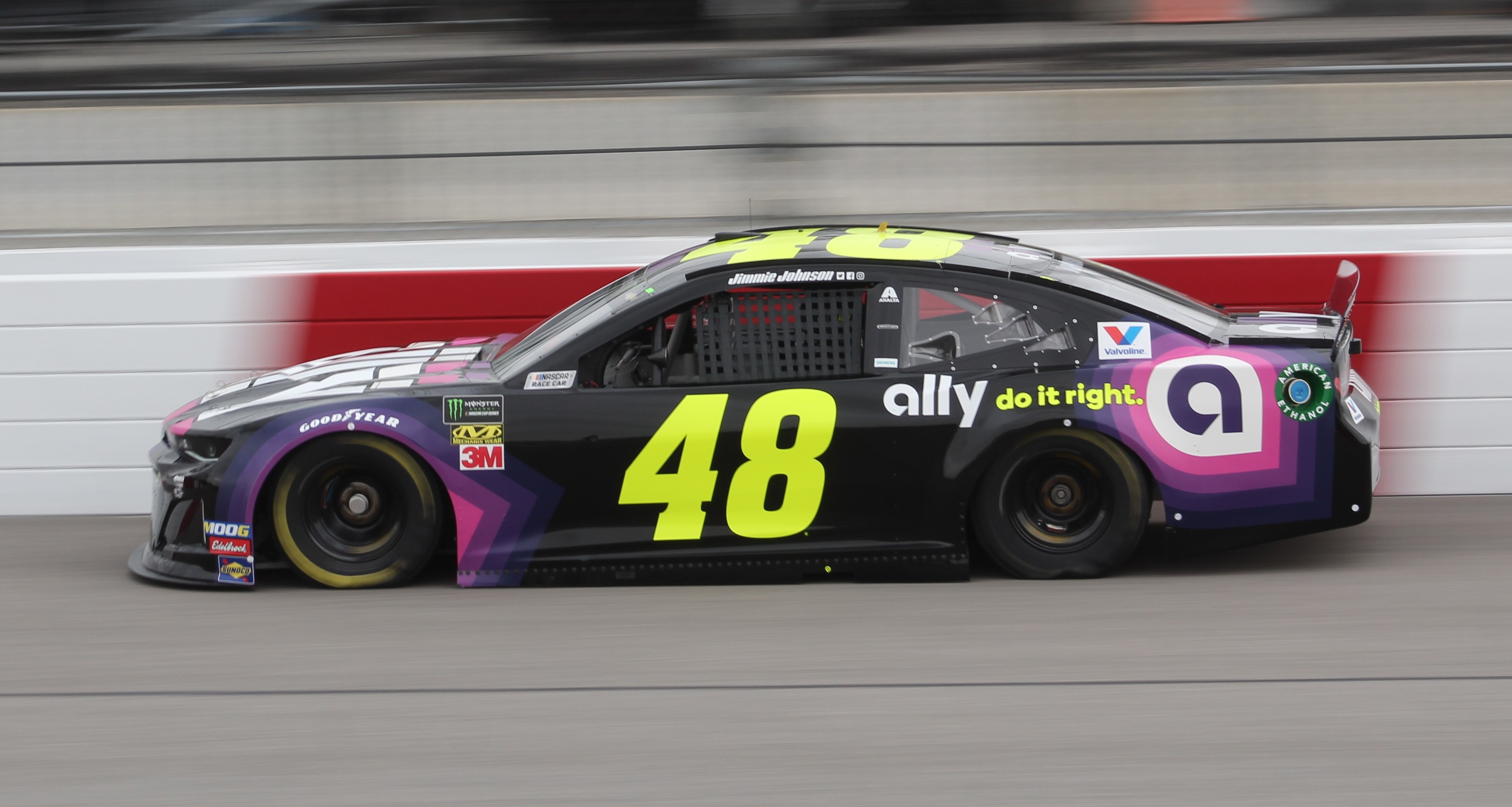
La voiture de Jimmie Johnson en 2019

| Nb. de titres | Pilote           | Saison(s)                                  |
| ------------- | ---------------- | ------------------------------------------ |
| 7             | Richard Petty    | 1964, 1967, 1971, 1972, 1974, 1975 et 1979 |
| 7             | Dale Earnhardt   | 1980, 1986, 1987, 1990, 1991, 1993 et 1994 |
| 7             | Jimmie Johnson   | 2006, 2007, 2008, 2009, 2010, 2013 et 2016 |
| 4             | Jeff Gordon      | 1995, 1997, 1998 et 2001                   |
| 3             | Lee Petty        | 1954, 1958 et 1959                         |
| 3             | David Pearson    | 1966, 1968 et 1969                         |
| 3             | Cale Yarborough  | 1976, 1977 et 1978                         |
| 3             | Darrell Waltrip  | 1981, 1982 et 1985                         |
| 3             | Tony Stewart     | 2002, 2005 et 2011                         |
| 3             | Joey Logano      | 2018, 2022 et 2024                         |
| 2             | Herb Thomas      | 1951 et 1953                               |
| 2             | Tim Flock        | 1952 et 1955                               |
| 2             | Buck Baker       | 1956 et 1957                               |
| 2             | Joe Weatherly    | 1962 et 1963                               |
| 2             | Ned Jarrett      | 1961 et 1965                               |
| 2             | Terry Labonte    | 1984 et 1996                               |
| 2             | Kyle Busch       | 2015 et 2019                               |
| 1             | Red Byron        | 1949                                       |
| 1             | Bill Rexford     | 1950                                       |
| 1             | Rex White        | 1960                                       |
| 1             | Bobby Isaac      | 1970                                       |
| 1             | Benny Parsons    | 1973                                       |
| 1             | Bobby Allison    | 1983                                       |
| 1             | Bill Elliott     | 1988                                       |
| 1             | Rusty Wallace    | 1989                                       |
| 1             | Alan Kulwicki    | 1992                                       |
| 1             | Dale Jarrett     | 1999                                       |
| 1             | Bobby Labonte    | 2000                                       |
| 1             | Matt Kenseth     | 2003                                       |
| 1             | Kurt Busch       | 2004                                       |
| 1             | Brad Keselowski  | 2012                                       |
| 1             | Kevin Harvick    | 2014                                       |
| 1             | Martin Truex Jr. | 2017                                       |
| 1             | Chase Eliott     | 2020                                       |
| 1             | Kyle Larson      | 2021                                       |
| 1             | Ryan Blaney      | 2023                                       |